# San Jose Earthquakes 2014
Questa pagina raccoglie i dati riguardanti il San Jose Earthquakes nelle competizioni ufficiali della stagione 2014.

## Rosa
| N. |                              | Ruolo | Calciatore          |
| -- | ---------------------------- | ----- | ------------------- |
| 2  | Stati Uniti (bandiera)       | D     | Jordan Stewart      |
| 3  | Inghilterra (bandiera)       | D     | Sam Cronin          |
| 10 | Bolivia (bandiera)           | D     | Maicon Martins      |
| 5  | Honduras (bandiera)          | D     | Víctor Bernárdez    |
| 6  | Stati Uniti (bandiera)       | C     | Shea Salinas        |
| 7  | Trinidad e Tobago (bandiera) | C     | Cordell Cato        |
| 8  | Stati Uniti (bandiera)       | A     | Chris Wondolowski   |
| 9  | Giamaica (bandiera)          | C     | Khari Stephenson    |
| 11 | Argentina (bandiera)         | C     | Matías Pérez García |
| 13 | Stati Uniti (bandiera)       | P     | Bryan Meredith      |
| 14 | Stati Uniti (bandiera)       | A     | Adam Jahn           |
| 15 | Stati Uniti (bandiera)       | C     | Jeffrey Koval       |
| 16 | Uruguay (bandiera)           | D     | Pablo Pintos        |
| 18 | Stati Uniti (bandiera)       | P     | Jon Busch           |

| N. |                                | Ruolo | Calciatore             |
| -- | ------------------------------ | ----- | ---------------------- |
| 19 | Stati Uniti (bandiera)         | A     | Michael Fucito         |
| 20 | Giamaica (bandiera)            | D     | Shaun Francis          |
| 21 | Stati Uniti (bandiera)         | D     | Jason Hernandez        |
| 22 | Stati Uniti (bandiera)         | D     | Tommy Thompson         |
| 23 | Saint Kitts e Nevis (bandiera) | C     | Atiba Harris           |
| 24 | Stati Uniti (bandiera)         | A     | Steven Lenhart         |
| 25 | Stati Uniti (bandiera)         | D     | Tommy Muller           |
| 26 | Stati Uniti (bandiera)         | D     | Brandon Barklage       |
| 27 | Stati Uniti (bandiera)         | D     | Joe Sofia              |
| 31 | Stati Uniti (bandiera)         | P     | Billy Knutsen          |
| 32 | Stati Uniti (bandiera)         | A     | Billy Schuler          |
| 44 | Stati Uniti (bandiera)         | D     | Clarence Goodson       |
| 77 | Germania (bandiera)            | D     | Andreas Görlitz        |
| 80 | Francia (bandiera)             | C     | Jean-Baptiste Pierazzi |